# Kanton Castelginest
 Castelginest  is een kanton van het Franse departement Haute-Garonne. Het kanton maakt deel uit van het arrondissement Toulouse.
In 2020 telde het 58.059 inwoners.

Het kanton werd gevormd ingevolge het decreet van 13 februari 2014, met uitwerking op 22 maart 2015, met Castelginest als hoofdplaats.

## Gemeenten
Het kanton omvat volgende gemeenten:
- Aucamville
- Bruguières
- Castelginest
- Fenouillet
- Fonbeauzard
- Gagnac-sur-Garonne
- Gratentour
- Lespinasse
- Saint-Alban
- Saint-Jory